# Yu Yamei
Yu Yamei (chin.: 于雅媚, * 1975 in Tianjin, Volksrepublik China) ist eine chinesische Violinistin. Sie war von 2001 bis 2010 erste Konzertmeisterin der Bayerischen Staatsoper München und ist Mitglied des Klaviertrios Trio Parnassus sowie des Berliner Solistenoktetts. Seit September 2009 ist sie Professorin für Violine an der Robert Schumann Hochschule in Düsseldorf.

## Leben
Yu begann ihr Musikstudium an der Musikhochschule in Peking bei Huang Shengmin. Ab 1992 studierte sie bei Gottfried Schneider in München. In Berlin setzte sie ihr Studium im Konzertexamen bei Christoph Poppen fort. Inspiriert wurde sie durch Künstler wie Dénes Zsigmondy und Ulf Hoelscher.
Nachdem sie diverse Wettbewerbe für sich entscheiden konnte, gab sie Konzerte in Europa, Amerika und Asien. Sie musizierte dabei als Solistin unter Dirigenten wie Yehudi Menuhin oder Yakov Kreitzberg.
1996 wurde sie zur ersten Konzertmeisterin der Komischen Oper Berlin ernannt. Diese Stellung hatte sie bis 2001 inne. 2001 wechselte sie an die Bayerische Staatsoper in München. 2005 hat sie den Violinisten Wolf Dieter Streicher in seiner Tätigkeit als Mitglied des Klaviertrios Trio Parnassus abgelöst.

## Auszeichnungen
Yu Yamei war u. a. Preisträgerin beim Tibor-Varga-Wettbewerb in Sion, Schweiz, beim Internationalen Spohr-Wettbewerb sowie beim Internationalen Leopold-Mozart-Wettbewerb in Augsburg. Beim 50. Internationalen Musikwettbewerb der ARD 2001 erhielt sie den dritten Preis.

## Instrument
Bis 2010 spielte Yu Yamei die Stradivari „Tartini“ (Bauzeit ca. 1720–1725). Ihr aktuelles Instrument ist eine Goffriller von 1730.